# Microgecko helenae
Espèce
Synonymes
- Tropiocolotes helenae (Nikolsky, 1907)
- Tropiocolotes helenae helenae (Nikolsky, 1907)
- Tropiocolotes helenae fasciatus Schmidtler & Schmidtler, 1972

Statut de conservation UICN

 DD  : Données insuffisantes
Microgecko helenae est une espèce de geckos de la famille des Gekkonidae.

## Répartition
Cette espèce est endémique d'Iran.
Sa présence au Pakistan est incertaine.

## Description
C'est un gecko terrestre, nocturne et insectivore.

## Liste des sous-espèces
Selon The Reptile Database (11 avril 2013) :
- Microgecko helenae fasciatus (Schmidtler & Schmidtler, 1972)
- Microgecko helenae helenae Nikolsky, 1907

## Étymologie
Cette espèce est nommée en l'honneur d'Helena Nikolsky.

## Publications originales
- Nikolsky, 1907 : Reptiles et amphibiens recueillis (part.) M. N. A. Zarudny en Perse en 1903-1904. Annuaire du Musée Zoologique de l’Académie Impériale des Sciences de Saint-Pétersbourg, vol. 10, p. 260-301.
- Schmidtler & Schmidtler, 1972 : Zwerggeckos aus dem Zagros-Gebirge (Iran). Salamandra, vol. 8, no 2, p. 59-66.